# 跳躍病
跳躍病（ちょうやくびょう、英:louping ill）とは跳躍病ウイルス感染を原因とする羊、雷鳥、ヒトの感染症。跳躍病ウイルスはフラビウイルス科フラビウイルス属に属するRNAウイルス。マダニにより媒介される。羊では二峰性発熱、小脳性運動疾患、振戦、麻痺を示す。不活化ワクチンが開発されている。
重篤な症状をみせ、致死率は高い。